# La China, Puebla
La China är en ort i Mexiko.   Den ligger i kommunen Hermenegildo Galeana och delstaten Puebla, i den sydöstra delen av landet, 170 km nordost om huvudstaden Mexico City. La China ligger 434 meter över havet och antalet invånare är 108.
Terrängen runt La China är huvudsakligen kuperad, men åt sydväst är den bergig. Runt La China är det ganska tätbefolkat, med 104 invånare per kvadratkilometer. Närmaste större samhälle är Olintla, 6,8 km sydost om La China. Omgivningarna runt La China är en mosaik av jordbruksmark och naturlig växtlighet.